# Roulotte de bain

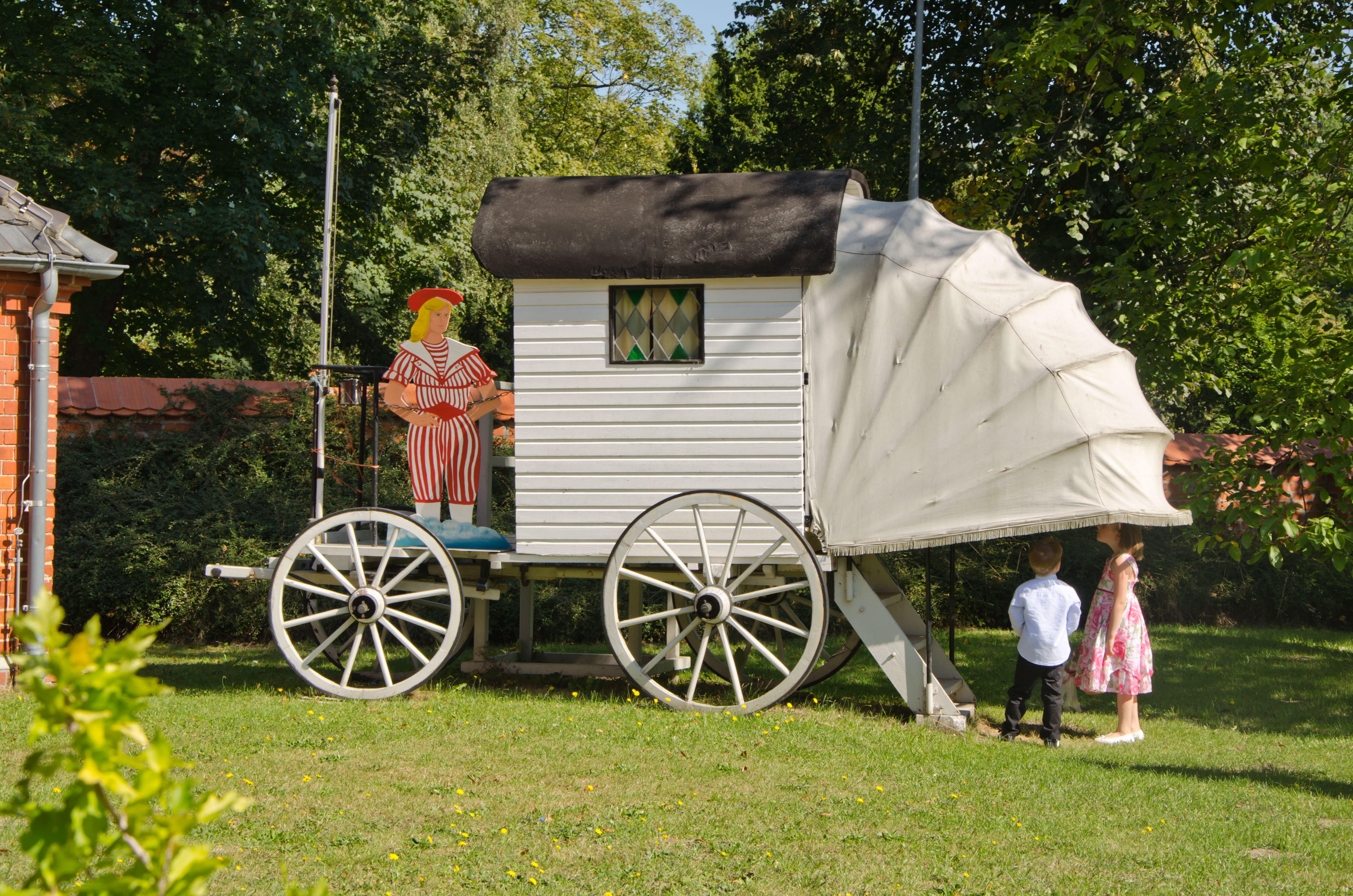
Une roulotte de bain exposée à Bad Doberan, dans le nord de l'Allemagne.

Une roulotte de bain est une cabine de bain roulante. Ce type de cabine a été utilisé surtout à la fin du XIXe siècle jusqu'aux années 1910. Elle permettait de changer de tenue et de passer directement de la plage à l'eau de l'océan sans contrevenir aux règles morales de l'époque victorienne. La plupart étaient entièrement construites en bois, mais certaines avaient des parois de toile sur un cadre de bois

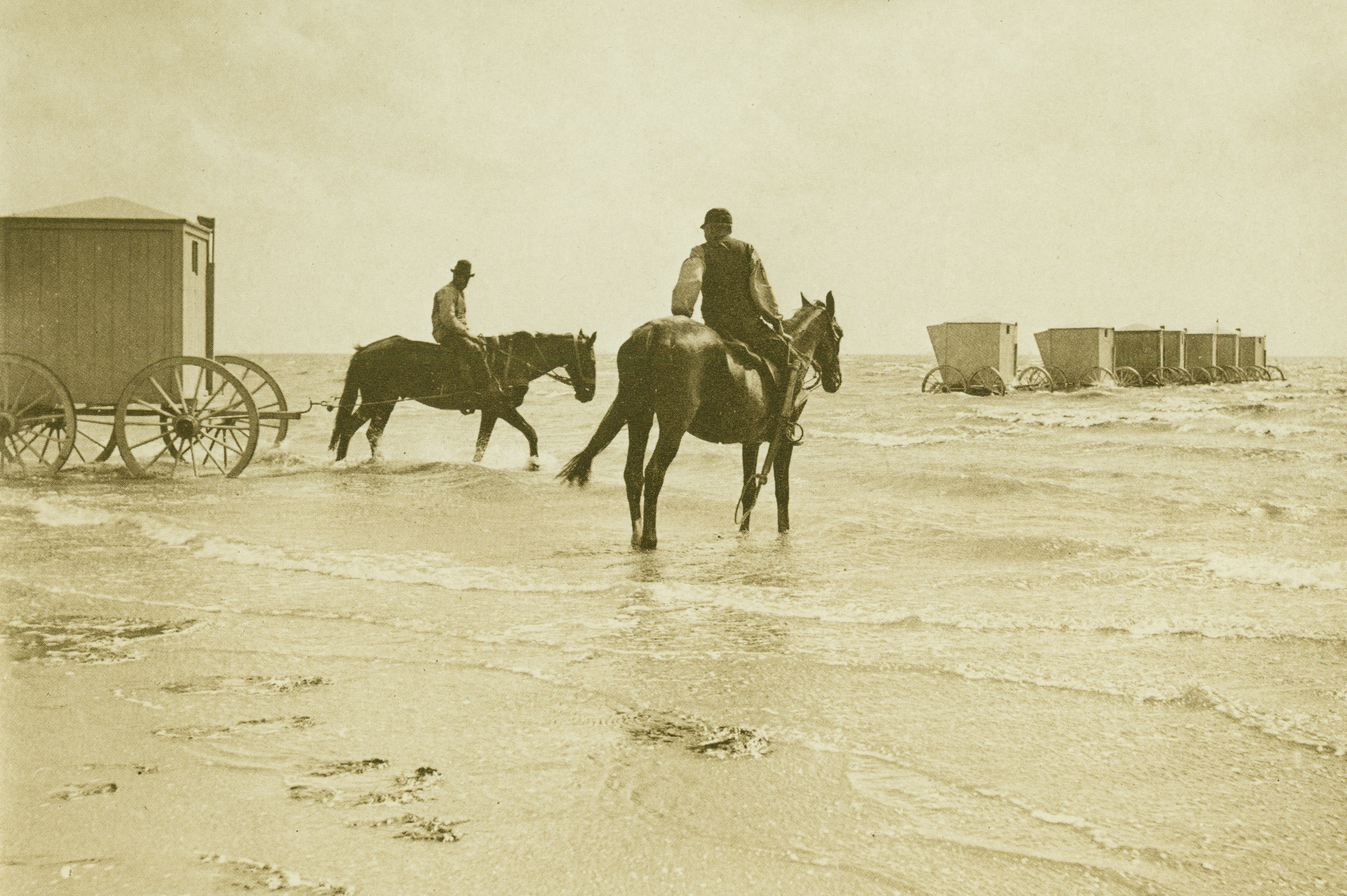
Transport des cabines par un cheval à Wyk auf Föhr en 1895 (photo de Wilhelm Dreesen).

La roulotte de bain faisait partie de l'étiquette des bains de mer, appliquée plus rigoureusement aux femmes qu'aux hommes, mais qu'il convenait de respecter dans les deux sexes.